# SN 2010ez
SN 2010ez – supernowa typu Ia odkryta 10 maja 2010 roku w galaktyce A121750+4726. W momencie odkrycia miała maksymalną jasność 21,10m.